# Майорга, Хуан
Хуан Майорга (исп. Juan Antonio Mayorga Ruano, род. 6 апреля 1965, Мадрид) — испанский драматург, пьесы которого переведены на 20 языков и поставлены в 30 странах мира. Лауреат испанской Национальной театральной премии и Премии Валье-Инклана. В апреле 2018 года был избран в Королевскую академию испанского языка.

## Биография
Окончил факультет математических наук, доктор философии.

### Научные исследования
- Консервативная революция и революционное консерваторство. (Исследование о Вальтере Беньямине).

### Пьесы
- Семь добрых людей
- Больше пепла
- Переводчик Блумемберга
- Женевская мечта
- Сгоревший сад
- Angelus Novus
- Любовные письма к Сталину
- Толстый и худой
- Дорога на небо
- Ночные животные
- Собачье слово
- Последние слова Снежка
- Хамельн
- Первая весть о катастрофе
- Мальчик с последнего ряда
- Федра
- Черепаха Дарвина
- Вечный покой
- Обломки языка
- Если бы я мог петь, я бы спасся
- Картограф

### Сценические редакции произведений
Хуан Майорга является сценаристом произведений Педро Кальдерона де ла Барка, Лопе де Веги, Уильяма Шекспира, Готхольда Лессинга, Фёдора Достоевского, Георга Бюхнера, Генрика Ибсена, Франца Кафки, Антона Чехова, Фридриха Дюрренматта.